# 원이둬
원이둬(중국어: 聞一多, 1899년 11월 24일 ~ 1946년 7월 15일)는 중국 현대의 시인·고전문학 연구자이다. 이름은 가화, 이둬는 필명.
후베이(湖北) 희수 태생. 1922년 베이징 칭화학교(후의 칭화 대학) 졸업 후 시카고 미술학원, 콜로라도 대학교에 유학. 1925년 귀국 후 장쥔마이와 장둥쑨 등이 교편을 잡고 있던 상하이 연구계 자치학원, 그리고 베이징 예술대학 등에서 중국 문학을 가르쳤고 중국의 유명한 현대 문학 계파 '신월사(新月社)'의 동인으로서 현대시의 창작과 시론 발표에 힘을 기울였으나, 1928년 우한 대학, 1930년 칭다오 대학(이후 산둥 대학)을 거쳐, 1932년 모교인 칭화 대학 중문과 교수에 부임한 후부터는 전적으로 중국 고전 문학과 중국 민속 신화 등의 연구에 몰두하였다. 장둥쑨, 판광단, 뤄룽지 등과 함께 중국 민주 동맹에 가입해 있던 그는 1946년 서남 연합 대학 해산 직전에 쿤밍에서 장제스의 제2차 국공 전쟁 발동에 항의하던 중에 중국 국민당 요원에 의해서 암살되었다. 장제스가 암살자를 곧 처단하였지만, 중국의 지식계가 동요하였다.